# Prado del Rey

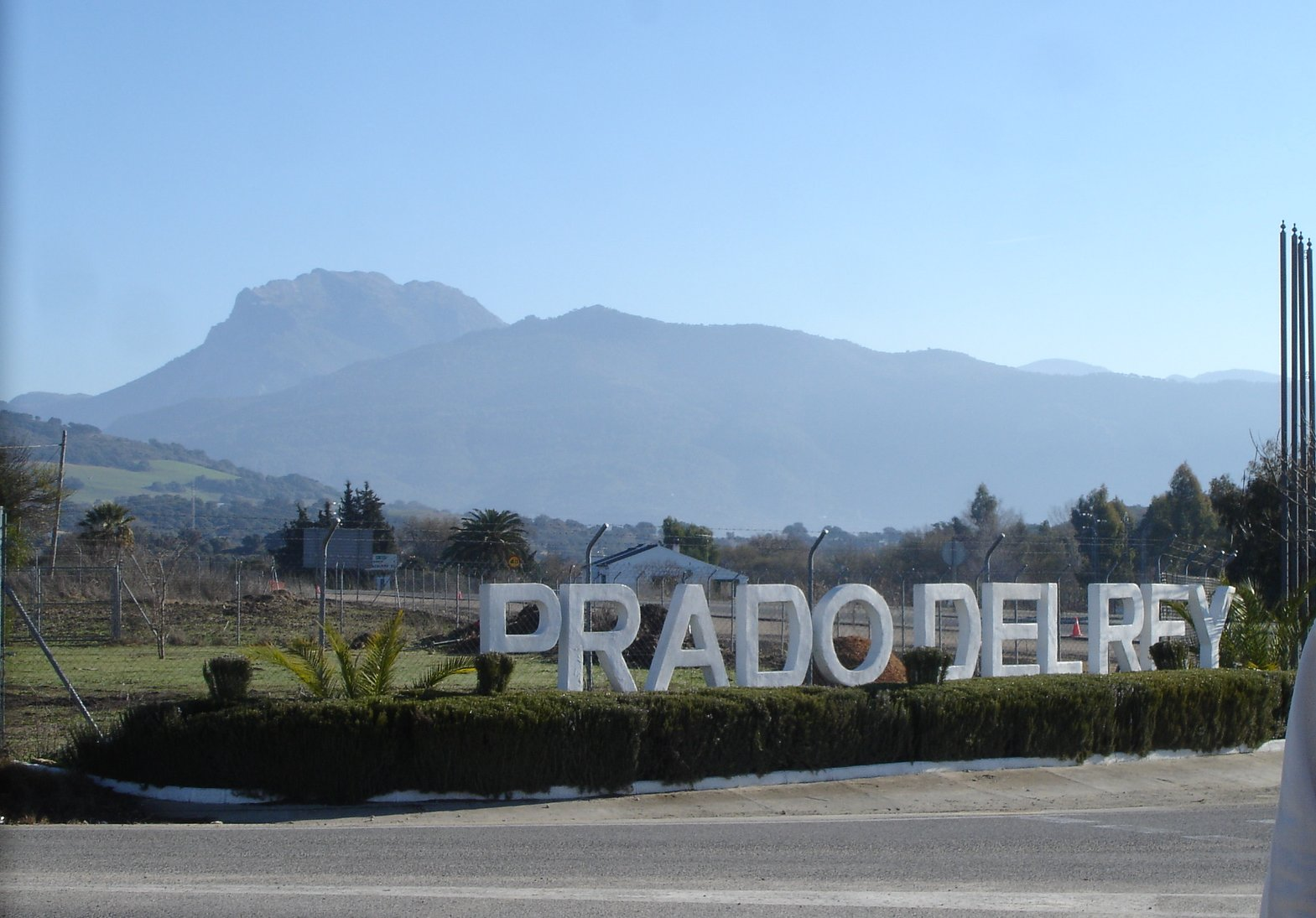
Prado del Rey

Prado del Rey is een gemeente in de Spaanse provincie Cádiz in de regio Andalusië met een oppervlakte van 49 km². In 2007 telde Prado del Rey 6002 inwoners.

## Demografische ontwikkeling
Bron: INE, 1857-2011: volkstellingen